# 菊松螺
菊松螺（学名：Siphonaria sirius），是基眼目松螺科松螺属的一种。主要分布于印度尼西亚、韩国、中国大陆、台湾，常栖息在岩岸低潮区。

## 外形特征
圆形斗笠型，壳顶有放射肋。放射肋一部份形成呼吸管伸出于右边周围。肌痕C形，右侧开口，末端圆形。有鳃和颚。

## 生活习性
海螺为暖海产种类，主要生活栖息在低潮线、水深1-30米的碎珊瑚底质的浅海。通常分布於潮间带岩礁底部。